# Thomas Zander (Ringer)

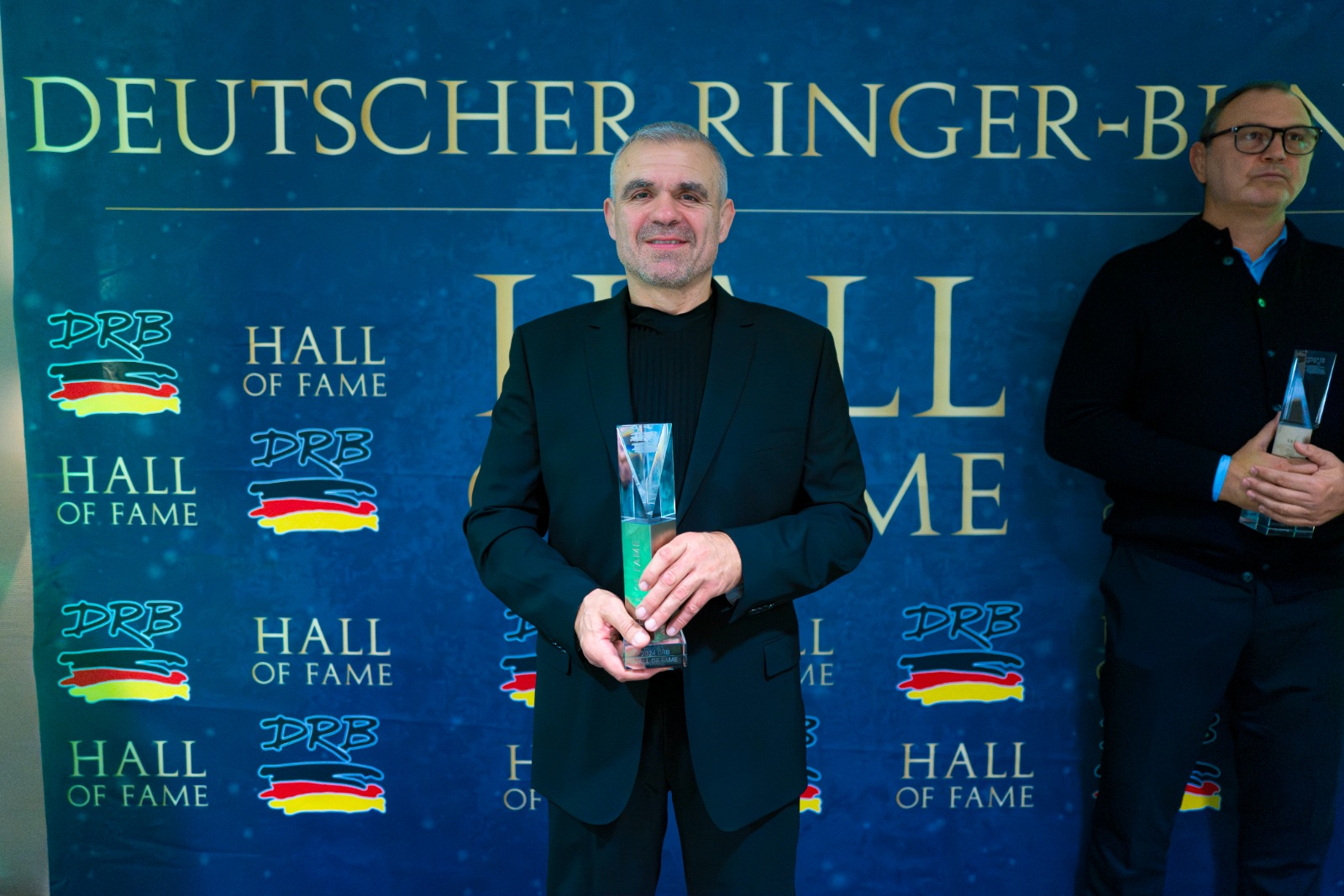
Thomas Zander 2024 bei der Aufnahme in die Hall of Fame des Deutschen Ringer-Bundes.

Thomas Zander (* 25. August 1967 in Aalen-Sandberg) ist ein ehemaliger deutscher Ringer.

## Werdegang

### Jugend
Thomas Zander wuchs in Aalen, einer schwäbischen Stadt mit einer großen Ringertradition, auf. Schon im Alter von sechs Jahren begann er bei dem dortigen Spitzenklub KSV Aalen mit dem Ringen. Bereits mit 14 Jahren hatte er seinen ersten Einsatz in der Bundesligastaffel des KSV Aalen. Er rang damals im Papiergewicht, bis 48 kg Körpergewicht. Im Jugendbereich (bis zum 18. Lebensjahr) blieben zunächst größere Erfolge mit Ausnahme im regionalen Bereich aus. Seine damaligen Trainer in Aalen waren Walter Maier und Helmut Westphal.
Mit 17 Jahren begann er im Land Baden-Württemberg mit der Ausbildung für den Polizeiberuf. Seit 1989 ist sein Dienstort als Polizeibeamter Wasseralfingen. Im Ringen stellten sich 1986 auch auf Bundesebene die ersten großen Erfolge ein, denn er wurde 1986 und 1987 deutscher Juniorenmeister im Mittelgewicht, griechisch-römischer Stil, dem Stil, den er ausschließlich rang. Seinen ersten internationalen Einsatz hatte Thomas bei den Junioren-Weltmeisterschaften im kanadischen Vancouver, wo er nach einer umstrittenen Niederlage gegen den Bulgaren Christo Christow den späteren Vizeweltmeister Lee Jae-Young aus Südkorea bezwang und den 6. Platz belegte. Von nun an begann ein steiler Aufstieg, der Thomas Zander zum Welt- und Europameister und olympischen Silbermedaillengewinner führte. Zu diesem Aufstieg trugen sein Aalener Vereinstrainer Ahmet Çakıcı und der deutsche Bundestrainer Lothar Ruch viel bei.
Bei den deutschen Meisterschaften 1988 hatte Thomas Zander hinter dem Vizeweltmeister von 1987 Roger Gössner den zweiten Platz belegt und konnte somit an den Olympischen Spielen im selben Jahr nicht teilnehmen. 1989 hatte er seinen ersten Einsatz bei einer Weltmeisterschaft. Nach einer Niederlage gegen den mehrfachen sowjetischen Weltmeister Michail Mamiaschwili belegte er dabei den 7. Platz.

### Erfolge der 1990er Jahre
1990 wurde Zander in Posen Europameister im Mittelgewicht. Im Finale schlug er dabei die sowjetische Nachwuchshoffnung Sergei Nassewitsch überlegen nach Punkten. Für die Weltmeisterschaft 1990 wurde Thomas Zander nicht nominiert. Nach der deutschen Wiedervereinigung wurde ihm der Trainingspartner von Weltmeister Maik Bullmann Olaf Koschnitzke aus Frankfurt (Oder) vorgezogen.
Im Vorfeld der Europameisterschaften 1991 in Aschaffenburg hatte er einen verletzungsbedingten Trainingsrückstand, trotzdem gewann er die Bronzemedaille im Mittelgewicht. Bei der Weltmeisterschaft im selben Jahr in Warna unterlag Thomas dem Italiener Ernesto Razzino, so dass selbst sein Sieg über den Weltmeister von 1990 und 1991 Péter Farkas aus Ungarn nur mehr zum 6. Platz reichte.
1992 wurde Thomas Zander erneut Europameister, ohne in seinen sechs siegreichen Kämpfen einen einzigen Wertungspunkt abgeben zu müssen. Bei den Olympischen Spielen des gleichen Jahres in Barcelona verlor er gegen diesmal Farkas und belegte den 7. Platz.
1993 bei den Europameisterschaften in Istanbul wurde er zum dritten Mal Europameister. Im Finale schlug er dabei den 17-jährigen Türken Hamza Yerlikaya, der noch eine große Karriere vor sich hatte, und mit dem Thomas Zander noch viele Gefechte auszutragen hatte.
1994 war das beste Jahr in der Karriere von Thomas Zander. Er wurde zuerst in Athen Europameister und im Herbst des Jahres in Tampere auch Weltmeister. In den jeweiligen Finals besiegte er dabei Gotcha Ziziaschwili aus Israel bzw. Tuomo Karila aus Finnland.
1995 konnte er in Prag seinen Weltmeistertitel nicht verteidigen und beendet den Wettkampf auf dem 3. Platz. Im Halbfinale musste er dabei eine Niederlage gegen Yerlikaya einstecken.
Bei den Olympischen Spielen 1996 in Atlanta gewann Thomas die Silbermedaille. Geschwächt durch eine Verletzung, die aus einem groben Foul des Russen Sergei Zwir herrührte, unterlag er im Finale erneut gegen Hamza Yerlikaya.
1997 wurde Thomas Zander im Frühjahr in Kouvola Vizeeuropameister und im Herbst belegte er bei der Weltmeisterschaft in Breslau nach einer Niederlage gegen Zwir den dritten Platz.
In den folgenden Jahren, Thomas Zander war noch bis zum Jahr 2000 bei internationalen Meisterschaften aktiv, verfehlte er, mit Ausnahme von 1999, die Medaillenränge. 1999 wurde er noch einmal Vizeweltmeister im Mittelgewicht. Thomas Zander wurde in seiner Laufbahn oftmals durch schwere Knie- bzw. Schulterverletzungen zurückgeworfen.
Alle Kämpfe von Thomas Zander bei den internationalen Meisterschaften und seine Platzierungen bei den deutschen Meisterschaften sind in den folgenden Abschnitten nachzulesen.
2024 wurde Thomas Zander für seine herausragenden sportlichen Erfolge und Verdienste um den Ringsport in die Hall of Fame des Deutschen Ringer-Bundes aufgenommen.

## Internationale Erfolge
(OS = Olympische Spiele, WM = Weltmeisterschaft, EM = Europameisterschaft, alle Wettkämpfe im griechisch-römischen Stil, Mittelgewicht, bis 1996 bis 82 kg Körpergewicht, ab 1997 bis 85 kg Körpergewicht, Halbschwergewicht, bis 90 kg Körpergewicht)
| Jahr | Platz  | Wettbewerb                                 | Gewichtsklasse | |
| 1987 | 6.     | Junioren-WM in Vancouver                   | Mittel         | mit Siegen über Marty Morgan, USA, Hector Baez, Puerto Rico und Lee Jae-Young, Südkorea und Niederlagen gegen Christo Christow, Bulgarien und Henryk Topor, Polen                                                  |
| 1988 | 4.     | Großer Preis der BR Deutschland in Neuss   | Mittel         | hinter Michail Mamiaschwili, Sowjetunion, Magnus Fredriksson, Schweden, Roger Gössner, BR Deutschland und vor Hans-Hermann Strauß, BR Deutschland und Bogdan Daras, Polen                                          |
| 1988 | 1.     | Polizei-EM in Oslo                         | Mittel         | vor Pal Berger, Norwegen u. Björn Rhodin, Schweden |
| 1989 | 7.     | WM in Martigny/Schweiz                     | Mittel         | mit Siegen über Felix Isosola, Peru, Pierre Wafflard, Belgien und Dimitris, Griechenland und Niederlagen gegen John Morgan, USA und Michail Mamiaschwili, Sowjetunion                                              |
| 1990 | 1.     | EM in Posen                                | Mittel         | mit Siegen über Sorin Hertea, Rumänien, Goran Kasum, Jugoslawien, Kemal Hamiche, Frankreich, Stig Kleven, Norwegen und Sergei Nassewitsch, UdSSR                                                                   |
| 1991 | 3.     | EM in Aschaffenburg                        | Mittel         | mit Siegen über David Martinetti, Schweiz, Örjan Jansson, Schweden und Koyunca Erol, Türkei und Niederlagen gegen Ernesto Razzino, Italien und Péter Farkas, Ungarn                                                |
| 1991 | 6.     | WM in Warna                                | Mittel         | mit Siegen über Morgan, Wafflard und Farkas und Niederlagen gegen Razzino und Piotr Stępień, Polen |
| 1992 | 1.     | EM in Kopenhagen                           | Mittel         | mit Siegen über Józef Tracz, Polen, Elvan Mert, Türkei, Wiktor Malow, GUS, Kasum, Razzino und Magnus Fredriksson, Schweden                                                                                         |
| 1992 | 7.     | OS in Barcelona                            | Mittel         | mit Siegen über Myung Park, Korea und Fredriksson und einer Niederlage gegen Farkas; im Kampf gegen Goram Kasun wurden beide Ringer wegen Passivität disqualifiziert, was zum Ausscheiden von Thomas Zander führte |
| 1992 | 1.     | Polizei-EM in Malmö                        | Mittel         | vor Lars Sundström, Schweden u. Jakko Talvitie, Finnland |
| 1993 | 1.     | EM in Istanbul                             | Mittel         | mit Siegen über Murat Kardanow, Russland, Christo Lozanow, Bulgarien, Tuomo Karila, Oleh Balamurtow, Ukraine und Hamza Yerlikaya, Türkei                                                                           |
| 1993 | 2.     | Intern. USA-Meisterschaften in Concord     | Mittel         | hinter Murat Kardanow, Russland und vor Sergei Chemow, Russland |
| 1994 | 2.     | Großer Preis der BR Deutschland in Koblenz | Mittel         | hinter Sergei Nassewitsch und vor Sergei Zwir, beide Russland |
| 1994 | 1.     | EM in Athen                                | Mittel         | mit Siegen über Muchran Wachtangadse, Georgien, Topor, Tibor Komáromi, Ungarn, Waleri Zilent, Belarus und Gotcha Ziziaschwili, Israel                                                                              |
| 1994 | 1.     | WM in Tampere                              | Mittel         | mit Siegen über Alic Sardarjan, Armenien, Martin Lidberg, Schweden, Myung Suk, Südkorea, Pavel Frinta, Tschechoslowakei und Karila                                                                                 |
| 1994 | 3.     | Intern. FILA-Turnier in Camagüey/Kuba      | Mittel         | hinter Alexei Barus und Alfredo Linares, beide Kuba |
| 1995 | 7.     | EM in Prag                                 | Mittel         | mit Sieg über Lidberg und Niederlagen gegen Sardarjan und Ziziaschwili |
| 1995 | 3.     | WM in Prag                                 | Mittel         | mit Siegen über Asid Alijew, Aserbaidschan, Sardarjan, Raatbek Sanatbajew, Kirgisistan, Alexander Jovanović, Jugoslawien, Daulet Turlychanow, Kasachstan und Sergei Tschwir und einer Niederlage gegen Yerlikaya   |
| 1996 | 26.    | EM in Budapest                             | Mittel         | nach Niederlagen gegen Dimitrios Avramis, Griechenland und Lewan Geghamjan, Armenien |
| 1996 | Silber | OS in Atlanta                              | Mittel         | mit Siegen über Felix Isasola, Sergei Tschwir und Gotcha Ziziaschwili und einer Niederlage gegen Hamza Yerlikaya                                                                                                   |
| 1997 | 2.     | EM in Kouvola                              | Mittel         | mit Siegen über Livmanis, Lettland, Christo Stanchew, Bulgarien und Ferenc Takács, Ungarn und einer Niederlage gegen Yerlikaya                                                                                     |
| 1997 | 3.     | WM in Breslau                              | Mittel         | mit Siegen über Sanatbajew, Toomas Proovel, Estland, Salvatore Campanella, Italien, Igor Bugaj, Ukraine und Martin Lidberg und einer Niederlage gegen Zwir                                                         |
| 1998 | 4.     | EM in Minsk                                | Mittel         | mit Siegen über Sardarjan, Geghamjan, Tschitschuaschwili und Niederlagen gegen Lidberg und Zwir |
| 1998 | 8.     | WM in Gävle                                | Mittel         | mit Siegen über Campanella, Fritz Aanes, Norwegen, Sanatgajew und Niederlagen gegen Dschamschidi, Iran und Ziziaschwili                                                                                            |
| 1999 | 12.    | EM in Sofia                                | Mittel         | mit Siegen über Tomi Rajamäki, Finnland und einer Niederlage gegen Alexander Menschtschikow, Russland |
| 1999 | 2.     | WM in Athen                                | Mittel         | mit Siegen über Aanes, In Tae-Jung, Korea, Marcin Letki, Polen, Proovel, Sanatbajew und einer Niederlage gegen Luis Mendez, Kuba                                                                                   |
| 2000 | 12.    | OS in Sydney                               | Mittel         | mit Sieg über Marko Asell, Finnland und einer Niederlage gegen Yerlikaya |

## Deutsche Meisterschaften
| Jahr | Platz | Stil | Gewichtsklasse |                                                                            |
| 1988 | 2.    | GR   | Mittel         | hinter Roger Gössner, Wiesental und vor Siegfried Seibold, Bad Reichenhall |
| 1990 | 1.    | GR   | Mittel         | vor Gössner und Ralf Bahmer, Heinsheim                                     |
| 1992 | 1.    | GR   | Mittel         | vor Ömer Cetin, Witten und Hans-Paul Bollmann, Worringen                   |
| 1993 | 1.    | GR   | Mittel         | vor Cetin und Bollmann                                                     |
| 1994 | 1.    | GR   | Mittel         | vor Mirko Jahn, Schifferstadt und Bollmann                                 |
| 1996 | 1.    | GR   | Halbschwer     | vor Mirko Klein, Witten und Andreas Dudek, Kornwestheim                    |
| 1997 | 1.    | GR   | Mittel         | vor Oldrik Meissner, Luckenwalde und Kai Dittrich, Schifferstadt           |
| 1998 | 1.    | GR   | Mittel         | vor Dittrich und Meissner                                                  |

## Erläuterungen
- OS = Olympische Spiele, WM = Weltmeisterschaft, EM = Europameisterschaft
- Mittelgewicht, damals bis 82 kg, Halbschwergewicht, damals bis 90 kg Körpergewicht